# Marchélepot

Marchélepot este o comună în departamentul Somme, Franța. În 1 ianuarie 2018 avea o populație de 466 de locuitori.